# Condado de Amador
O condado de Amador (em inglês:  Amador County) é um dos 58 condados do estado americano da Califórnia. Foi incorporado em 1854. A sede do condado é Jackson e a cidade mais populosa é Ione.

## Geografia
De acordo com o United States Census Bureau, o condado possui uma área de 1 569 km², dos quais 1 540 km² estão cobertos por terra e 29 km² por água.

## Demografia
Segundo o censo nacional de 2010, o condado possui uma população de 38 091 habitantes e uma densidade populacional de 25 hab/km². Possui 18 032 residências, que resulta em uma densidade de 12 residências/km².
Das 5 localidades incorporadas no condado, Ione é a cidade mais populosa, com 7 918 habitantes, o que representa 21% da população total e também a mais densamente povoada, com 642,26 hab/km². Amador City é a cidade menos populosa do condado, com 185 habitantes. Nenhuma cidade possui população superior a 10 mil habitantes.